# Petar Krpan
Petar Krpan (* 1. Juli 1974 in  Osijek) ist ein ehemaliger kroatischer Fußballspieler.

## Sportlicher Werdegang
Krpan entstammt der Jugend des NK Osijek, für den er 1993 in der 1. HNL debütierte. Mit guten Leistungen in der Spielzeit 1997/98 spielte er sich einerseits in die kroatische Nationalmannschaft, als er in den Kader für die Weltmeisterschaftsendrunde 1998 nominiert wurde und im Vorfeld des Turniers – bei dem er auf dem Weg zur Bronzemedaille zu einem Kurzeinsatz im Achtelfinale kam – gegen Australien zu seinem Länderspieldebüt kam, und andererseits in die Notizbücher internationaler Klubs. Nach der Sommerpause schloss er sich Sporting Lissabon an, zog aber nach nur einer Spielzeit zu União Leiria weiter. Im Sommer 2001 kehrte er zunächst zu NK Osijek zurück, zog aber nach einer Halbserie zum Ligarivalen NK Zagreb weiter. Nachdem er sich im Sommer 2002 Hajduk Split angeschlossen hatte, kehrte er zwei Jahre später zu União Leiria zurück. Abermals kehrte er 2005 nach Kroatien zurück, wo er für HNK Rijeka spielte. Nach einer erneuten Auslandsstation beim chinesischen Klub Jiangsu FC ließ er bei Inter Zaprešić seine Karriere ausklingen.
Später arbeitete Krpan als Trainer insbesondere in der Jugendarbeit. Dabei war er lange Zeit für den Landesverband Hrvatski nogometni savez tätig und trainierte insbesondere dessen U-17-Nationalmannschaft.